# Xarxa de plàncton

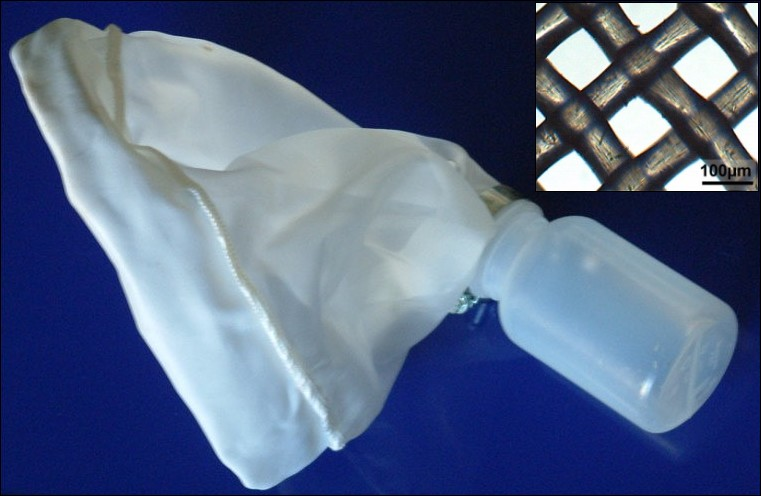
Una xarxa de plàncton

Una xarxa de plàncton una eina utilitzada en oceanografia i en biologia marina per a capturar organismes del plàncton per a observacions científiques.
Una xarxa de plàncton no és, en principi, diferent d'una xarxa d'arrossegament si no fos per la grandària de l'eina i de la malla, que està composta d'un marc rígid al voltant de la boca de l'eina i per un sac cònic que acaba amb un dipòsit separat d'on es pot extreure el que s'ha pescat.
Sovint s'utilitzen dues xarxes de plàncton de grans dimensions i acoblades, en aquest cas se'ls anomena bongo.
Les xarxes més modernes poden ser equipades amb un mecanisme d'obertura que impedeix que la xarxa capturi objectes quan es recuperada i passa a través de diferents capes d'aigua de les de l'objecte de recerca. Fins i tot hi ha xarxes amb múltiples malles amb forats de diferents diàmetres que poden entrar en acció en profunditat o en moments diferents.